# Braiger
Galaxy Cyclone Braiger (яп. 銀河旋風ブライガー Гинга Сэнпу: Бураига:) — японский аниме-сериал, выпущенный студией Kokusai Eiga-sha. Транслировался по телеканалу TV Tokyo с 6 октября 1981 года по 25 июня 1982 года. Всего выпущено 39 серий аниме. Это первый меха-сериал трилогии, включающий Baxingar и Sasuraiger.

## Сюжет
В 2111 году солнечную систему захватывает преступный синдикат. Команда косморейнджерев J9 во главе с Исааком Годоновом решает бороться со злоумышленниками и преступными миром солнечной системы. Команда с помощью боевого супер-робота Брайгера способна выполнять те сложные задачи, какие не под силу полиции. Сама Земля поделена на 4 государства: Омега, Красный дракон, Волга и Нубия. Также существуют ещё 5 государств на других планетах: Галико (Юпитер), Викинг (Марс), Венера, Уран и Гильдия оружия (Меркурий). Нубия жаждет захватить власть во всей системе и решает уничтожить Юпитер, который разлетелся бы на десятки малых планет. Но такой план приведёт к уничтожению Земли.

## Персонажи
| Имя             | Псевдоним   | Сэйю            |
| --------------- | ----------- | --------------- |
| Голос за кадром |             | Хидэкацу Сибата |
| Исаак Годонов   | Исаак Разор | Кадзуюки Согабэ |
| Ётаро Кидо      | Бластер Кид | Канэто Сиодзава |
| Стивэн Боуи     | Спиди Боуи  | Кацудзи Мори    |
| Матико Валенсия | Ангел Омати | Ёко Асагами     |
| Мей Линг Хо     |             | Кадзуми Амэмия  |
| Син Линг Хо     |             | Кёко Тонгуу     |
| Поён            |             | Томико Судзуки  |
| Пантё Понтё     |             | Ёдзи Янами      |
| Кхамэн Кхамэн   |             | Кадзуми Танака  |

## Робот
Брайгер это робот, который может превращаться летающую машину. Рост 32.4 метра, вес 315 тон. Он может активировать синхронную энергию до 24 часов, для транспортировки из одной вселенной в другую. Если синхронную энергию зарядить полностью, то машина может превратится в Брайгера.

## Влияние
Серии данного аниме в реальной жизни якобы вдохновили многих корейских молодых талантов для разработки своих продукций.
Кадзуо Комацубару, художника, принимавшего участие в создании сериала попросили создать персонажей, который были бы похожи на персонажей из другого сериала Lupin III. Также в музыкальном оформлении прослеживается сильное влияние рок-н-ролла, концовки же звучат в стиле блюза.